# Acontia silus
Acontia silus is een vlinder van de familie van de uilen (Noctuidae). De wetenschappelijke naam van deze soort is voor het eerst voorgesteld als Metapioplasta silus door Hans Daniel Johan Wallengren in een publicatie uit 1875.
De soort komt voor in Zuid-Afrika.